# جون أمبروز فلمنج
جون أمبروز فلمنغ (29 نوفمبر 1849 - 18 أبريل 1945) مهندس كهرباء وعالم فيزياء إنجليزي، اخترع أول صمام إلكتروني أو الصمام المفرغ، وصمم جهاز الإرسال اللاسلكي الذي جرى بواسطته الإرسال اللاسلكي الأول عبر الأطلسي، وأسس أيضًا قاعدة اليد اليمنى المستخدمة في الفيزياء. كان الأكبر بين سبعة أبناء لجيمس فلمنغ دي دي (توفي عام 1879)، وكان كاهن الأبرشانيين وزوجته ماري آن في لانكستر، لانكشير، وعُمّد في 11 فبراير عام 1850. كان مسيحيًا متدينًا، بُشر ذات مرة في كنيسة سانت مارتن-إن-ذا-فيلدز بلندن بأدلة على قيامته. ساعد هو ودوغلاس ديوار وبرنارد أكورث في عام 1932 على تأسيس حركة الاحتجاج على التطور. ترك فلمنج الكثير من ممتلكاته إلى الجمعيات الخيرية المسيحية، وخاصةً للفقراء. كان مصورًا فوتوغرافيًا شهيرًا، ورسامًا بالألوان المائية، واستمتع بتسلق جبال الألب. حصل على زمالة الجمعية الملكية، وهي جائزة وزمالة تعطى من الجمعية الملكية في لندن إلى أفراد قدموا مساهمات كبيرة في تحسين المعرفة الطبيعية كالرياضيات، والهندسة، والعلوم، والطب.

## نشأته
ولد أمبروز فلمنغ في لانكستر وتلقى تعليمه في مدرسة لانكستر رويال غرامر، ومدرسة يونيفيرستي كوليدج في لندن، ثم كلية لندن الجامعية. التحق بكلية سانت جونز- كامبردج في عام 1877، وحصل على شهادة البكالوريوس في عام 1881 وأصبح عضوًا في سانت جونز في عام 1883. أصبح يحاضر في العديد من الجامعات مثل جامعة كامبريدج ، وجامعة نوتنغهام، ومدرسة يونيفيرستي كوليدج في لندن، حيث كان أول أستاذ في الهندسة الكهربائية. كان أيضًا مستشارًا لشركة ماركونيس ويرليس تيلغراف، وشركة سوان، وشركة فيرانتي، وشركة إديسون تيليفون ثم لاحقًا شركة إديسون إلكتريكال لايت. وفي عام 1892، قدم فلمنغ ورقة مهمة عن نظرية المحولات الكهربائية إلى معهد المهندسين الكهربائيين في لندن.

## تعليمه وزواجه
بدأ فلمنغ المدرسة في سن العاشرة تقريبًا. التحق بمدرسة خاصة حيث كان يستمتع بشكل خاص بالهندسة. علّمته والدته قبل ذلك، وحفظ عن ظهر قلب كتابًا يُعرف باسم دليل الطفل للمعرفة، وهو كتاب شائع في ذلك الوقت؛ ظل يقتبس منه دائمًا حتى بعد أن كبر. استمر تعليمه في مدرسة يونيفيرستي كوليدج حيث، على الرغم من تفوقه في الرياضيات، كان ترتيبه أسفل القائمة في اللغة اللاتينية.
عندما كان صبيًا أراد أن يصبح مهندسًا. في سن الحادية عشر كان لديه ورشة عمل خاصة به، حيث بنى نماذج قوارب ومحركات. حتى أنه بنى كاميرته الخاصة، وكانت بداية اهتمامه مدى حياته بالتصوير. كان التدريب ليصبح مهندسًا يفوق الموارد المالية لعائلته، لكنه وصل إلى هدفه من خلال التعليم مع العمل مدفوع الأجر.
التحق فلمنغ بمدرسة يونيفيرستي كوليدج في لندن للحصول على درجة البكالوريوس، وتخرج منها في عام 1870. تتلمذ على يد عالم الرياضيات أوغستوس دو مورغان، والفيزيائي جورج كاري فوستر. أصبح طالبًا للكيمياء في الكلية الملكية للعلوم في ساوث كينزنغتون في لندن (المعروفة الآن باسم كلية لندن الإمبراطورية). درس هناك لأول مرة بطارية ألساندرو فولتا، التي أصبحت موضوع بحثه العلمي الأول. كانت هذه أول ورقة قُرئت أمام الجمعية الفيزيائية الجديدة في لندن (تدعى الآن معهد الفيزياء) وظهرت الورقة العلمية في الصفحة الأولى من المجلد الأول من أعمال الجمعية.
أجبرته المشاكل المالية مرة أخرى على العمل من أجل لقمة العيش، وفي صيف عام 1874، حصل على ماجستير في العلوم في كلية شيلتنهام، وهي مدرسة عامة، وعُين فيها مقابل 400 جنيه إسترليني سنويًا. (درّس أيضًا في مدرسة روسال). استمر بحثه العلمي بالتعاون مع جيمس كلارك ماكسويل في جامعة كامبريدج. التحق مرة أخرى كطالب لكن هذه المرة بجامعة كامبريدج العريقة في أكتوبر عام 1877 عن عمر يناهز 27 عامًا بعد توفير 400 جنيه إسترليني، وتأمين مبلغ 50 جنيهًا إسترلينيًا سنويًا كمنحة. كان من بين اثنين أو ثلاثة من طلاب الجامعة الذين حضروا مقرر ماكسويل الأخير. اعترف أن محاضرات ماكسويل كانت صعبة، وقال إن ماكسويل غالبًا ما بدا غامضًا ولديه «طريقة متناقضة إيحائية للتحدث»، وكان فلمنغ في بعض الأحيان هو الطالب الوحيد في تلك المحاضرات. تخرج فلمنغ مرة أخرى؛ هذه المرة مع مرتبة الشرف من الدرجة الأولى في الكيمياء والفيزياء. حصل بعد ذلك على درجة الدكتوراه في يونيفيرستي كوليدج في لندن وخدم لمدة عام في جامعة كامبريدج كمساعد مدرس في الهندسة الميكانيكية قبل تعيينه كأول أستاذ للفيزياء والرياضيات في جامعة نوتنغهام، لكنه غادر بعد أقل من عام.
تزوج في 11 يونيو عام 1887 من كلارا ريبلي (1856/7 – 1917)، ابنة والتر فريك برات، وهو محامٍ من باث. تزوج في 27 يوليو عام 1928 من المغنية الشابة الشهيرة أوليف ماي فرانكس (مواليد سيبتمبر 1898) من بريستول، ابنة جورج فرانكس، وهو رجل أعمال في كارديف.

## نشاطاته وإنجازاته
بعد مغادرته جامعة نوتنغهام في عام 1882، تولى فلمنغ منصب «فني كهرباء» لدى شركة إديسون إليكتريكال لايت، قدّم المشورة بشأن أنظمة الإنارة، وقدم المشورة لشركة فيرانتي بشأن أنظمة التيار المتردد الجديدة. انضم فلمنغ إلى كلية لندن الجامعية في عام 1884، حيث شغل منصب رئيس قسم التكنولوجيا الكهربائية، وكان الأول من نوعه في إنجلترا. على الرغم من أن هذا وفر فرصًا كبيرة، فقد ذكر في سيرته الذاتية أن المعدات الوحيدة المقدمة له كانت عبارة عن سبورة وقطعة من الطبشور. أُسس مختبر بيندر في مدرسة يونيفرسيتي كوليدج في لندن في عام 1897 وتولى فلمنغ كرسي بيندر (يرمز لرئيس قسم الهندسة الإلكترونية والكهربائية) بعد أن مُنح القسم 5000 جنيه إسترليني كتذكار لجون بيندر مؤسس شركة «كيبل آند وايرليس بي إل سي».
في عام 1899، قرر غوليلمو ماركوني، وهو مخترع الإبراق اللاسلكي، محاولة الاتصال اللاسلكي عبر الأطلسي. يتطلب هذا زيادة في الطاقة من أجهزة الإرسال الصغيرة 200-400 واط التي استخدمها ماركوني في ذلك الوقت. تعاقد مع فلمنغ الخبير في هندسة الطاقة لتصميم جهاز الإرسال اللاسلكي. صمم فلمنغ أول جهاز إرسال راديو كبير في العالم، وهو جهاز إرسال لاسلكي شراري معقد يعمل بواسطة مولد كهربائي بقدرة (25) كيلوواط يقوده محرك احتراق، وبُني في بولدو في كورنوال بالمملكة المتحدة، والذي أرسل أول بث راديوي عبر المحيط الأطلسي في 12 ديسمبر عام 1901.
على الرغم من أن فلمنغ كان مسؤولًا عن التصميم؛ أجبر مدير شركة ماركوني فلمنغ على إرجاع الفضل لغوليلمو ماركوني إذا ما نجح الجهاز، قائلًا: «إذا عبرنا المحيط الأطلسي؛ فإن الفضل الرئيسي سيكون ويجب أن يكون للسيد ماركوني إلى الأبد». وفقًا لذلك، فإن الإشادة العالمية بهذا الإنجاز التاريخي ذهبت إلى ماركوني، الذي نسب الفضل فقط إلى فلمنغ إلى جانب العديد من موظفي ماركوني الآخرين، قائلًا إنه قام ببعض الأعمال في «محطة الطاقة». نسي ماركوني وعدًا بمنح فلمنغ (500) سهم من أسهم شركة ماركوني إذا كان المشروع ناجحًا. كان فلمنغ متألمًا من معاملته. احترم موافقته ولم يتحدث عن ذلك طوال حياة ماركوني، لكن بعد وفاته في عام 1937 قال إن ماركوني كان «غير مخلص».
اخترع فلمنغ أول أنبوب مفرغ أيوني حراري، عندما كان يعمل لدى شركة ماركوني لتحسين استقبال الراديو عبر الأطلسي في عام 1904، وهو صمام ثنائي ذو قطبين، أطلق عليه اسم صمام التذبذب، وحصل نتيجة لذلك على براءة اختراعه في 16 نوفمبر 1904، وأصبح يعرف باسم صمام فلمنغ. غالبًا ما يُعتبر هذا الاختراع بداية للإلكترونيات، لأنه كان أول أنبوب مفرغ. استُخدم صمام فلمنغ في أجهزة الاستقبال موجات الراديو والرادارات اللاسلكية لعدة عقود بعد ذلك، حتى حل محلها تكنولوجيا إلكترونيات الجوامد لأكثر من 50 سنة.

## روابط خارجية
- جون أمبروز فلمنج على موقع الموسوعة البريطانية (الإنجليزية)
- جون أمبروز فلمنج على موقع إن إن دي بي (الإنجليزية)